# Михаило Јевтић (сликар)
Михаило Јевтић био је српски сликар и иконописац из 18. века који је имао своју радионицу у Сремским Карловцима.

## Биографија
Михаило Јевтић је 1751. насликао икону Богородица за иконостас и Шиклеушка Матер Божија за митропоитски сто манастира Гргетег. Један од његових ученика био је банатски молер Григорије Поповић.